# آنا سدوکووا
آنا سدوکووا (به انگلیسی: Hanna Volodymyrivna Syedokova) یا (به انگلیسی: Anna Vladimirovna Sedokova) (زادهٔ ۱۶ دسامبر ۱۹۸۲ در کی‌یف)، که با نام آنیا سداکووا هم شناخته می‌شود، یک خواننده پاپ اوکراینی است.
سدوکووا از اعضای گروه نو ویگروس بود که پس از ازدواج با والنتین بلکویچ بازیکن باشگاه فوتبال دینامو کی‌یف، این گروه را ترک کرد.
یکی از آهنگ‌های او با نام «Moy Geroy» (قهرمان من) در صدر بهترین‌های روسیه قرار داشت.
او قبلاً عضو گروه ویا گرا بود.